# Camille Alphonse Faure
Camille Alphonse Faure (Vizille, 21 maggio 1840 – Parigi, 14 settembre 1898) è stato un ingegnere francese.
Nel 1880 migliorò la capacità dell'accumulatore al piombo inventato da Gaston Planté nel 1859, portando alla sua produzione su scala industriale.

## Vita
Faure studiò alla "Ecole des Arts et Métiers" di Aix. Dal 1874 al 1880 circa lavorò come ingegnere chimico al nuovo stabilimento della Cotton Powder Company a Uplees, presso Faversham nel Kent (Inghilterra). In questo periodo, assieme al direttore della fabbrica, George Trench, ottenne dei brevetti per la tonite (un nuovo esplosivo, 1874) e per un migliore detonatore per la dinamite (1878).
Nel 1880 Faure brevettò un metodo per rivestire lastre di piombo con una pasta di ossidi di piombo, acido solforico e acqua, che era poi trattata per delicato riscaldamento in un ambiente umido. Con questo trattamento la pasta diventava a una miscela di solfati di piombo che aderivano alla lastra di piombo. Durante la carica la pasta trattata si convertiva in materiale elettrochimicamente attivo (la "massa attiva") e la capacità della batteria aumentava notevolmente rispetto alle batterie di Planté. Questo fu un significativo miglioramento che portò alla fabbricazione industriale di batterie al piombo, ancora oggi utilizzate nelle automobili.
Verso la fine della sua vita Faure ottenne altri brevetti, tra i quali quelli per la produzione di leghe di alluminio e miglioramenti per i motori ad aria calda e per i meccanismi di sterzo di veicoli a motore.